# All We Know Is Falling
| Recensione        | Giudizio |
| ----------------- | -------- |
| AbsolutePunk      |          |
| AllMusic          |          |
| Alternative Press |          |
| Click Music       |          |
| Gigwise           |          |
| Punknews.org      |          |
| The Trades        | A-       |

All We Know Is Falling è l'album di debutto del gruppo musicale statunitense Paramore, pubblicato il 26 luglio 2005 dalla Fueled by Ramen. È stato inserito all'ottavo posto nella lista dei migliori 50 album pop punk di sempre di Kerrang!.

## Descrizione
L'album è stato dedicato alla studentessa sedicenne Lanie Kealhofer, deceduta in seguito a un incidente mentre attraversava un lago in barca.
Dall'album sono stati estratti tre singoli, per ognuno dei quali è stato girato un relativo videoclip: il primo è stato All We Know, seguito da Pressure e infine da Emergency.

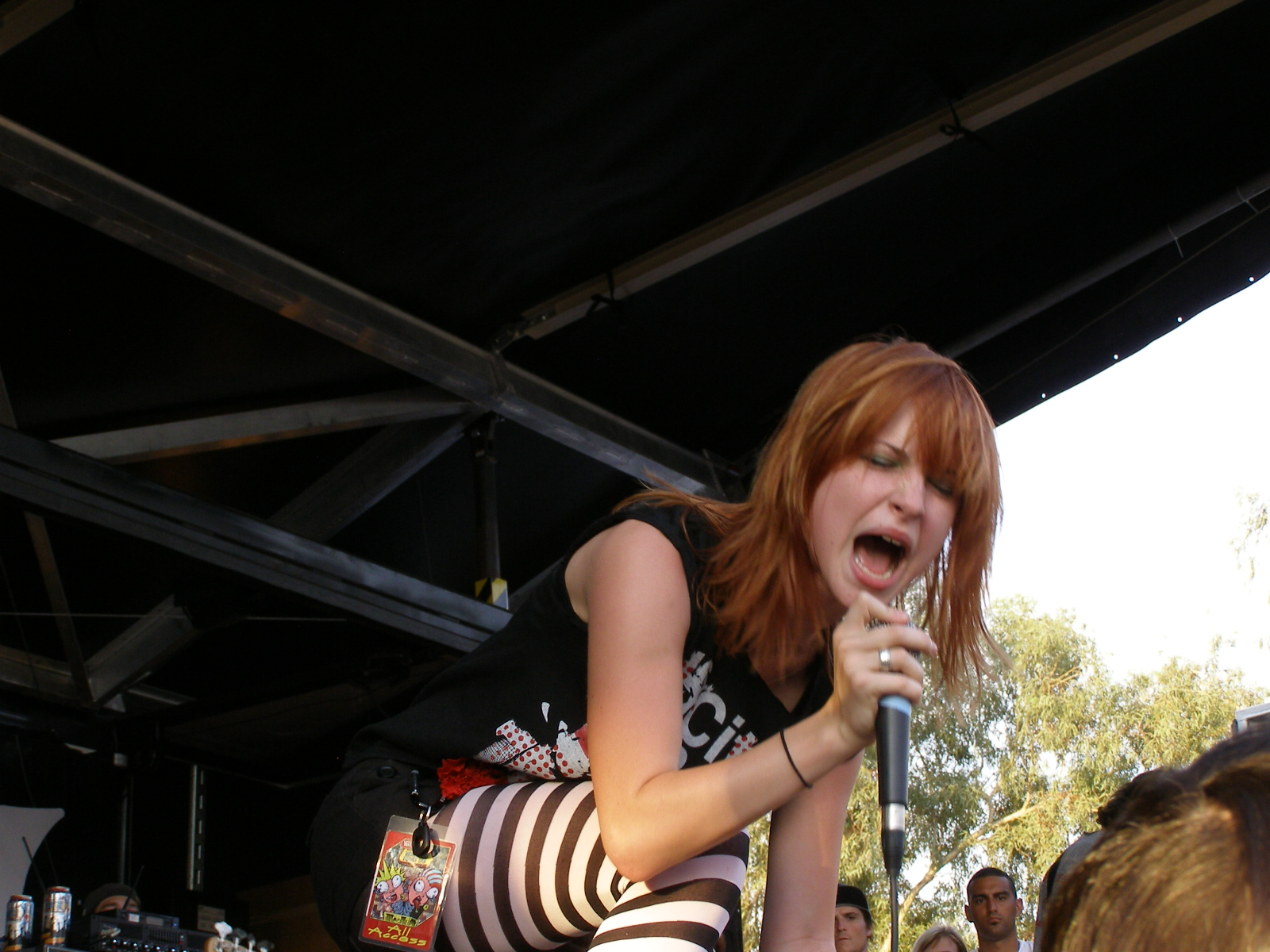
Hayley Williams si esibisce con i Paramore il 4 luglio 2006 a Phoenix, in Arizona, durante l'edizione 2006 del Warped Tour

Il 24 giugno 2009 è stata pubblicata una versione in esclusiva per il Giappone contenente l'inedita Oh, Star e, sempre nel 2009, una nuova edizione (esclusivamente su iTunes) contenente due tracce dal vivo e i video dei singoli estratti dall'album. Il 4 dicembre 2015, in occasione del decimo anniversario dall'uscita dell'album, viene pubblicato in edizione limitata un LP con le tracce bonus Oh Star e This Circle, entrambi provenienti da The Summer Tic EP del 2006. Nel 2025 viene invece pubblicata una nuova edizione per il ventennale dall'uscita dell'album, comprendente le tre tracce presenti in The Summer Tic EP, per la prima volta pubblicate in formato digitale.

## Successo commerciale
L'album non ha avuto un notabile riscontro commerciale immediato alla sua uscita, entrando solo alla 30ª posizione della Top Heatseekers di Billboard ma rimanendovi nonostante tutto 7 settimane di fila. Alla sua pubblicazione nel Regno Unito, avvenuta nel 2006, riesce a ottenere un buon numero di vendite solo nel corso del 2007 entrando prima nella classifica degli album rock più venduti e successivamente anche nella Official Albums Chart, nel 2009. Sempre nello stesso anno ottiene anche la certificazione di disco d'oro nel Regno Unito per aver venduto oltre 100 000 copie. Ottiene la certificazione d'oro anche in Australia nel 2012, arrivando alla cifra di 35 000 copie vendute. Il disco d'oro negli Stati Uniti arriva invece a 9 anni di distanza dalla sua prima pubblicazione, nel 2014, dopo aver venduto oltre 500 000 copie in patria.

## Tracce
Testi di Hayley Williams, eccetto dove indicato. Musiche di Hayley Williams e Josh Farro.
1. All We Know – 3:13
2. Pressure – 3:05
3. Emergency – 4:00 (Williams, J. Farro)
4. Brighter – 3:43 (Williams, J. Farro)
5. Here We Go Again – 3:46
6. Never Let This Go – 3:40
7. Whoa – 3:21 (Williams, J. Farro)
8. Conspiracy – 3:42 (Williams, J. Farro, Taylor York)
9. Franklin – 3:18
10. My Heart – 3:59 (Williams, J. Farro)

Tracce bonus dell'edizione giapponese
1. Oh Star – 3:50 (Williams, York)
2. Here We Go Again (Acoustic) – 3:02
3. Hallelujah (Acoustic) – 3:57 (Williams, J. Farro)

Tracce bonus dell'edizione deluxe di iTunes
1. Pressure (Live) – 3:06
2. Here We Go Again (Live) – 3:30
3. Pressure (Music Video)
4. Emergency (Music Video)
5. All We Know (Music Video)

Tracce bonus dell'edizione 10th Anniversary Edition Vinyl
1. Oh Star – 3:47 (Williams, York)
2. This Circle – 4:05 (Williams, J. Farro)

Tracce bonus dell'edizione 20th Anniversary Edition
1. O Star – 3:45 (Williams, York)
2. Stuck on You – 4:05 (Greg Edwards, Ken Andrews) – originariamente dei Failure
3. This Circle – 4:05 (Williams, J. Farro)

## Formazione
Paramore
- Hayley Williams – voce, tastiera
- Josh Farro – chitarra solista, voce secondaria
- Jason Bynum – chitarra ritmica, cori
- Zac Farro – batteria, percussioni

Altri musicisti
- Lucio Rubino – basso (eccetto in Here We Go Again)
- Jeremy Caldwell – basso in Here We Go Again

Produzione
- James Paul Wisner – produzione in All We Know, Never Let This Go e My Heart
- Mike Green – produzione in Pressure, Emergency, Brighter, Whoa, Conspiracy e Franklin, mixaggio (eccetto Here We Go Again)
- Roger Alan Nichols – produzione e mixaggio in Here We Go Again
- John Janick – produzione esecutiva
- Nick Trevisick – mixaggio in Here We Go Again
- Dave Buchanan – ingegneria acustica in Here We Go Again
- Tom Baker – masterizzazione
- John Deeb – fotografia
- Electric Heat – copertina
- Mark Mercado, Soorya Arsaln, Alice Tweed Smith, Dave Steunebrink, Jeff Hanson – management

## Classifiche
| Classifica (2005-21)       | Posizione massima |
| -------------------------- | ----------------- |
| Regno Unito                | 51                |
| Regno Unito (rock & metal) | 3                 |
| Stati Uniti (catalog)      | 8                 |
| Stati Uniti (heatseekers)  | 30                |

## Date di pubblicazione
| Paese       | Data            | Formato/i                 | Etichetta              | Note   |
| ----------- | --------------- | ------------------------- | ---------------------- | ------ |
| Stati Uniti | 26 luglio 2005  | CD, download digitale, LP | Fueled by Ramen        | [ 20 ] |
| Regno Unito | 24 aprile 2006  | CD                        | Fueled by Ramen        | [ 21 ] |
| Australia   | 16 maggio 2007  | CD                        | Warner Music Australia | [ 22 ] |
| Stati Uniti | 19 maggio 2009  | Download digitale         | Fueled by Ramen        | [ 23 ] |
| Giappone    | 24 giugno 2009  | CD, download digitale, LP | Warner Music Japan     | [ 24 ] |
| Regno Unito | 6 marzo 2013    | Download digitale         | Fueled by Ramen        | [ 25 ] |
| Australia   | 6 marzo 2013    | Download digitale         | Warner Music Australia | [ 26 ] |
| Stati Uniti | 4 dicembre 2015 | LP                        | Fueled by Rame         | [ 27 ] |